# Hedong Jongungsa
Tempelj Hedong Jongungsa (korejsko 해동 용궁사) je budistični tempelj v Gidžang-gunu v Pusanu v Južni Koreji.
Tempelj trdi, da je bil zgrajen leta 1376, čeprav je bila ta trditev izpodbijana. Tempeljski kompleks je velik in eden redkih v Koreji, ki stoji ob morju. Zaradi bližine plaže Heunde in vzhodne strani Pusana je tempelj priljubljen med turisti, zlasti med praznovanjem Budovega rojstnega dne, ko je kompleks okrašen s papirnatimi lučkami. 
Posvečen je Hesu Gvanum Debul (海水觀音大佛), morski boginji usmiljenja, ki je aspekt Kvamon.

## Zgodovina
Tempelj je leta 1376 ustanovil veliki menih Nonghvasang Hje-gun (1320–1376), ki je živel ob koncu dinastije Gorjo. Znan tudi kot Hje-gun, njegovo rojstno ime je bilo Vonhje, medtem ko je bilo njegovo umetniško ime Naong ali Gangvolheon. Pri enaindvajsetih letih je po smrti prijatelja postal menih. Poleg verske vloge je bil tudi svetovalec kralja Gongmina (vladal 1351–1374), 31. vladarja dinastije Gorjo.
Zgodba pravi, da je Naong, medtem ko je prakticiral askezo v templju Bunhvang v Gjongdžuju, narod močno prizadela suša, ki je požgala pridelke, kar je povzročilo lakoto in povzročilo, da so ljudje gojili močno zamero do božanstva Hesu Gvanum Debul, ker jim ni prineslo dežja. Nekega dne se je Naongu v sanjah prikazalo morsko božanstvo in mu reklo, da bodo njihove težave izginile, če bodo ob vznožju gore Bongre zgradili tempelj in tam molili. Menih je nato obiskal območje in pred seboj zagledal goro, za seboj pa morje, kar je pomenilo, da če bi nekdo tam zjutraj molil, bi zvečer prejel odgovore. Nato je tam zgradil tempelj, ki ga je kasneje poimenoval Bomun, beseda, ki označuje absolutno moč Hesu Gvanum Debul.
Tempelj je bil uničen v požaru med japonskimi invazijami na Korejo (1592–98), nato pa ga je v zgodnjih 1930-ih obnovil menih Ungang iz templja Tongdosa. Leta 1974 je menih Džongam med stodnevno molitvijo videl Hesu Gvanum Debula, ki je jahal na hrbtu zmaja, nosil belo haljo in izžareval snop petih barvne svetlobe. Tempelj so nato preimenovali v Hedong Jongungsa.

## Struktura
Pred vhodom v tempelj je avenija, obdana z vrsto dvanajstih kamnitih kipov, ki prikazujejo dvanajst živali kitajskega zodiaka, katerih funkcija je preprečiti dostop zlim duhovom. Nato je tu še sedemnadstropna pagoda, na dnu katere je kolo z napisom korejsko 교통안전탑?, Gjotong-andžongtap za zaščito pred prometnimi nesrečami, in kamnito stopnišče s 108 stopnicami (ugodno število v budizmu), obdano s kamnitimi lučmi. Ob vznožju stopnic so kamniti kipi različnih božanstev in dva majhna bazena z vodo.
Dejanski vhod v tempelj označujejo vrata Ildžumun, katerih stebri so okrašeni z zlatimi zmaji. V bližini je kamniti kip Bude Duknambul, ki po ljudskem verovanju rodi moškega otroka, če se moli in se dotakne njegovega trebuha.
Glavne stavbe so dvorano Dungdžon, Gulbopdang, Jongung Dan, Džongak in Josače. Dvorano Dungdžon je v 1970-ih obnovil menih Džongam, ki je posebno pozornost posvetil tradicionalno uporabljenim barvam. Levo od stavbe je velik zlati kip Bude Mirukbul (Buda prihodnosti), desno pa je Gulbopdang, znan tudi kot dvorana Mirukdžon, v katerem je kamniti kip Bude Mirukbul v sedečem položaju.
S pogledom na morje se dviga trinadstropna kamnita pagoda s štirimi levi ob vznožju, ki simbolizirajo veselje, jezo, žalost in srečo. Prvotno je na tem mestu stala 3 metre visoka skala, ki so jo med japonskimi invazijami na Korejo uničili, da bi vzpostavili obalno obrambno linijo. Leta 1990 je menih Džongam zgradil pagodo, da bi okrepil poškodovane stene templja in vanjo shranil sedem budističnih relikvij, prinesenih iz Šrilanke.
V templju je največji kamniti kip v državi, visok 10 metrov, ki prikazuje Hesu Gvanum Debula, in kip Bude Jaksajorebul, znanega tudi kot Gatbavi Buda Vzhodnega morja.

## Gallery
- Ozka pot do templja
- Pogled nazaj po poti
- Tempelj, kot je viden z razgledne točke
- Znotraj tempeljskega kompleksa
- Peš ulica od ceste do templja
- Dostopna cesta
- 7-nadstropna pagoda
- Ildžumun, vhodni portal
- Buda Duknambul
- Dvorano Dungdžon
- Buda Mirukbul
- Notranjost